# Polyphyllia talpina
Espèce
Statut CITES
Polyphyllia talpina est une espèce de coraux appartenant à la famille des Fungiidae.